# Кенігсберзький кафедральний собор
54°42′23″ пн. ш. 20°30′42″ сх. д. / 54.706388888889° пн. ш. 20.511666666667° сх. д.
Домський собор Богоматері та Святого Адальберта — недіючий кафедральний собор, розташований в історичному районі міста Калінінграда — Кнайпхофе (нині офіційно названий «Острів Іммануїла Канта»), однією з острівних частин колишнього східно-прусського міста Кенігсберга.
До початку церковної реформації XVI століття собор був головним католицьким храмом міста Кенігсберга (присвячений Високосвященному тілу Ісуса Христа, Діві Марії, Всім Святим і Святому Адальберту), а потім головним лютеранським храмом Пруссії.
У радянські роки Кафедральний собор у Калінінграді був об'єктом культурної спадщини та входив до переліку пам'яток архітектури республіканського (РРФСР) значення за № 0058.
Кафедральний собор, побудований у стилі цегляної (балтійської) готики, одна із небагатьох готичних споруд у Росії.
У 2007 році собор входив до числа претендентів на звання одного з «Семи чудес Росії». У 2008 році за підсумками акції «Сім чудес бурштинового краю» було названо головним символом Калінінградської області.
Служби у соборі не проводяться, будівля використовується для розміщення музейних експозицій та проведення концертів. Діють євангелічна та православна каплиці.

## Історія
Перший кафедральний собор був збудований між 1297 і 1302 роками в південно-західній частині Альтштадта. Після смерті єпископа Зігфріда, при якому розпочалося будівництво собору, новим єпископом став Йоганн. Він вважав уже збудований собор надто маленьким. На його прохання в 1327 магістр Тевтонського ордена виділив нову ділянку для будівництва головної церкви міста на острові Кнайпхофе.
Точна дата початку будівництва собору на новому місці невідома. Формально його «днем народження» вважають 13 вересня 1333 (перша згадка в документах)  . Цього дня магістр Тевтонського ордену дав добро на продовження будівництва собору. Спочатку проект припускав будівництво собору-фортеці, тому що територія була щойно завойована, але гросмейстер Ордену Лютер Брауншвейгський не дав на те дозволу, сказавши, що «ніщо будувати другу фортецю лише на відстані польоту стріли від орденського замку». Таким чином, зупинене будівництво було відновлено, але тепер собор зводився виключно як культова споруда. У зв'язку з ненадійним ґрунтом острова під фундамент храму було забито понад тисячу дубових паль.
Матеріалом для нового собору стала цегла старого собору (в Альтштадті), знесена. Спеціально для доставки їх на острів через річку Преголю був побудований міст, названий Соборним, а в міській стіні Альтштадта були прорубані ворота, що теж отримали назву Соборних. Обидві споруди мали тимчасовий характер; але якщо міст дійсно пізніше було розібрано (він проіснував лише п'ятдесят років), то ворота простояли ще шістсот років і загинули під час бомбардування міста англо-американською авіацією у серпні 1944 року.
Формально, датою завершення будівництва вважається 1380, але роботи в соборі тривали і пізніше. І не лише за внутрішнім оформленням (так, між 1380 і 1400 роками нефи собору були розписані фресками). В 1553 до фасадів собору були прибудовані вежі (на шпилі однієї з них був встановлений флюгер-русалка).
Спочатку собор був однонефним, але потім до його західної частини прибудували тринефний корпус. В орденські часи ці дві частини церкви були поділені: в однонефній частині, відомій як Високі хори, молилися лицарі, в тринефній (Низькі хори) — звичайні парафіяни.
У 1519 році в соборі пройшла остання католицька служба, а вже через чотири роки тут відбулася перша євангелічна проповідь німецькою мовою.
У 1528 році собор став кнайпхофською парафіяльною кірхою та власністю міста Кнайпхофа. Незабаром по сусідству із собором виникає будівля університету Альбертіна, собор виконує функції університетської церкви, а з 1650 року в південній його вежі розташовується Валленродська бібліотека, унікальні збори старовинних книг та манускриптів. Пов'язує Собор та університет професорська усипальниця, де з 1558 року ховали професорів Альбертини. Іммануїл Кант був останнім, хто знайшов там спокій. До 200-річчя від дня народження філософа у 1924 році зі східного боку собору було споруджено меморіальний портик «Стоа кантіана» (автор — архітектор Фрідріх Ларс). Також у соборі було поховано герцога Альбрехта і багатьох його родичів, фамільна усипальниця яких знаходиться там же. Фрагменти надгробка Альбрехта збереглися у соборі досі  .
У 1640 року у вежі собору було встановлено годинник із боєм, а 1695 року у соборі з'явився орган.
У 1789 році в кафедральному соборі побував Карамзін. У його дорожніх нотатках зберігся запис, присвячений собору:
|  | Тутешня кафедральна церква величезна. З великою приміткою розглядав я там стародавню зброю, лати і шишок благочестивого з бранграфів бранденбурзьких і найхоробрішого з лицарів свого часу. «Де ви, — думав я, — де ви, похмурі повіки, повіки варварства та героїзму? Бліді тіні ваші жахають несміливе просвітництво наших днів. Одні сини натхнення зухвало викликають їх з безодні минулого — подібно до Улісса, що кличе тіні друзів із похмурих жител смерті, — щоб у сумних піснях своїх зберігати пам'ять чудової зміни народів». — Я мріяв близько години, притуляючись до стовпа.— На стіні зображено маркграфову вагітну дружину, яка, забуваючи свій стан, кидається на коліна і з сердечною старанністю молить небо про збереження життя героя, що йде перемагати ворогів. Жаль, що тут мистецтво не відповідає зворушливості предмета! — Там видно безліч різнокольорових прапорів, трофеїв маркграфових. |

1833 року собор було вперше відреставровано, а 1888 року там було встановлено новий орган.
Між 1901 та 1907 роками Ріхардом Детлефсеном, провінційним консерватором (так у Німеччині називають чиновників, які стежать за збереженням пам'яток культури) було проведено чергову реставрацію собору. При цьому західному (головному) фасаду повернули риси XIV століття, які були на той час помітно змінені різними перебудовами.
На початок Другої світової війни собор мав такі розміри:
- Довжина: 88,5 метрів
- Висота найвищої (південної) вежі до шпиля — 50,75 метрів
- Висота частини будівлі (без хреста) — 32,14 метра

Під час бомбардувань 1944 року церква майже повністю вигоріла, але сама будівля встояла. Під час розгулу вогню партійна влада заборонили гасити собор пожежникам, проте кенігсбержці намагалися гасити храм самотужки. Втім, врятувати оздоблення їм не вдалося: все воно загинуло у вогні.
За свою довгу німецьку історію собору доводилося бути не тільки культовою спорудою. У 1344 році граф Вільгельм IV Голландський попросив у єпископа дозволу провести зиму в ще недобудованому соборі разом зі своїми кіньми, і йому не було відмовлено. А в 1807 році частина собору (точніше — фамільна усипальниця Альбрехта) була перетворена французами на військову в'язницю.

### Собор після Другої світової війни
Після війни собор залишався величезними руїнами. Влада його в кращому разі «терпіла», оскільки він (як і всі довоєнні споруди) вважався «символом прусського мілітаризму та фашизму» і мало не «бельмом на оці нового соціалістичного міста». Собор не знесли лише тому, що біля його стін був похований Кант.
У 1960 році собор набув статусу пам'ятника культури республіканського значення, але жодних заходів щодо збереження будівлі вжито не було: руїни продовжували руйнуватися. Лише 1976 року було зроблено спробу реставрації собору. Втім, від цієї реставрації було більше шкоди, ніж користі. У її ході був зруйнований фронтон північної вежі собору, що зберігався з часів війни. Сильно постраждали підлогові епітафії усередині собору.
Відновлений віконний вітраж
З новою енергією дебати про майбутній собор почали розгорятися з початком перебудови. Пропонувалося кілька варіантів :
- Відновлювати собор за німецькі гроші. Цей варіант, найбільш реальний (фактично пізніше реставрація фінансувалася переважно з Німеччини), тоді викликав багато нарікань. Багато хто побоювався, що відновлення собору за німецькі гроші стане початком «повзучої окупації» Калінінграда німцями.
- Законсервувати руїни, не відновлюючи, як своєрідний пам'ятник війні (подібні навмисно не відновлені руїни можна побачити, наприклад, в Англії)
- Передати собор католицькій громаді. Обгрунтування цього варіанта було досить слабким, оскільки католицька громада Калінінграда невелика (переважно етнічні поляки та литовці, а також вихідці із Західної України та Білорусії). До того ж більшість своєї історії собор був не католицьким, а протестантським храмом. Висувались також пропозиції щодо перетворення собору на своєрідний міжконфесійний центр-храм, де поруч могли б молитися католики, православні та протестанти.
- Відновлювати собор поетапно, принаймні надходження коштів. Хроніка відновлення собору 1992 року відновленням собору зайнялася фірма «Кафедральний Собор» під керівництвом Ігоря Олександровича Одинцова. Після комплексного дослідження руїн собору 1993 року розпочалися консерваційні роботи, а 1994 — реставраційні (вежі собору). 21 червня того ж року було проведено монтаж шпиля собору, при цьому для встановлення сегментів шпиля на барабані вежі використовувалися вертольоти балтійського флоту  (на гелікоптері Ка-27 ПС, екіпаж майора І. О. Комарова з 396 ОКПЕ, селище Донське). У 1995—1996 роках проводилася реставрація епітафій собору та надгробка Канта. Восени 1995 року на вежі собору було встановлено годинник і чотири дзвони. Цей годинник є найточнішим годинником Калінінграда, оскільки за «фасадом», що повторює вигляд годинника, який загинув під час війни, ховається сучасний годинниковий механізм, що звіряє час за супутником. Годинник був випущений відомою фірмою «Сіменс». Між 1996 та 1998 роками велися роботи з відновлення покрівлі собору. З метою полегшення вона виконана з міді, а не з черепиці, як оригінальна. У вересні 1998 року на малій вежі було підвішено два дзвони. Наприкінці 2005 року було відновлено інтер'єр Валенродської бібліотеки, що до війни розташовувалась у соборі. Ці роботи були виконані за три місяці майстрами Калінінграда різьблення по дереву. Проте, нинішня реставрація викликає багато нарікань. Достатньо порівняти сучасний вид собору з довоєнними фотографіями, щоб переконатися, що реставратори далеко не завжди відновлюють собор у точній відповідності до довоєнного стану. Про відновлення внутрішнього оздоблення навіть не йдеться (втім, витрати на відновлення оздоблення були б занадто високі). 
Могила Канта Іммануїл Кант був похований у «професорській усипальниці» Собору в 1804 році і став останнім похованим у ньому людиною. У 1880 році над могилою Канта була зведена каплиця в стилі неоготики, яка до кінця Першої світової війни (1918) перебувала у дуже плачевному стані. До 200-річного ювілею Канта (1924) на місці старої каплиці за проектом Фрідріха Ларса було зведено нову споруду, виконану у вигляді відкритого колонного залу і разюче відрізняється за архітектурним рішенням від самого Собору. Усередині зали стоїть кам'яна труна, яка є кенотафом, останків Канта в ній немає, вони спочивають глибше. Гроші на будівництво були пожертвовані Хуго Стіннесом. Могила Канта була відреставрована в 1996 році, серед перших робіт з відновлення Собору. 
Собор як культурно-релігійний центр Собор відновлюється як культурно-релігійний центр. Зараз у відновленому будинку собору розташовуються протестантська, католицька та православна каплиці, а також музей собору та музей Іммануїла Канта. Перше повоєнне богослужіння біля стін відновлюваного собору відбулося великодньої неділі 1992 року. Урочисті богослужіння проходили і згодом. У 1994 році служба була присвячена 450-річчю університету Альбертіни. 7 травня 1995 року відбулося спільне богослужіння представників трьох християнських конфесій: православних, католиків та протестантів. У соборі також регулярно проводяться концерти класичної та релігійної музики, у тому числі з використанням двох органів, проводяться міжнародні конкурси органістів   Собор як товарний знак У 2002 році архітектурний вигляд собору був зареєстрований у Міністерстві культури як товарний знак. Таким чином ДУК «Кафедральний собор» має отримувати 0,5 % доходу, одержуваного при комерційній діяльності, пов'язаної з експлуатацією зображення собору, наприклад, з продажу листівок та будь-яких товарів, що носять зображення собору (до останніх відносяться, зокрема, пачки цигарок «Соборні»). і горілки «Східнопруська». Як стверджує директор ДУК «Кафедральний собор», виручені таким чином кошти підуть на реставрацію собору.
- Собор у кіно Після війни Калінінград був єдиним місцем СРСР, де можна було зняти «справжню Німеччину». Звісно, насамперед тут знімалися фільми про війну. У деяких фільмах у кадр потрапив і собор.
  - «Женя, Женечка і «Катюша»». На тлі собору солдат перекидає каністру з бензином.
  - «Дружина гасника». В одному фрагменті священик (колишній фронтовик) сидить у руїнах собору, а за його спиною в одному з віконних отворів штовхаються два ангели — російська та німецька.
  - «Казка про купецьку дочку і таємничу квітку» (1991).
  - «Кохання в Кенігсберзі» (2006). В одному фрагменті головна героїня та головний герой зустрічаються у залі Кафедрального собору, де триває ремонт і у них відбувається поцілунок.
- Собор у філателії та нумізматиці:
  - У 2005 році в Росії була випущена поштова марка, присвячена 750-річчю заснування Калінінграда. На ній зображено кілька визначних пам'яток міста, в тому числі Кафедральний собор.
  - Кафедральний собор зображений на ювілейній монеті (номінал — 10 рублів), що входить до серії " Давні міста Росії ", випущеної п'ятимільйонним тиражем у 2005 році. У Калінінграді подив викликав той факт, що на монеті собор зображений без даху, тобто в стані на 1996 рік і раніше.

## Інтер'єр та оздоблення
Багате оздоблення собору було практично повністю знищено (згоріло) під час Другої світової війни. Збереглися лише деякі кам'яні епітафії. Найбільш примітна з них — епітафія — надгробна пам'ятка герцога Альбрехта Гогенцоллерна роботи фламандського архітектора та скульптора Корнеліса Флоріса (архітектор Антверпенської ратуші). Епітафія виконана у стилі фламандського ренесансу (маньєризму). Розміри епітафії — 11 метрів заввишки і 12,5 завширшки. Спочатку епітафія була багато прикрашена скульптурами, колонами, гербами тощо, але після війни від неї залишився лише голий каркас (відновлюється з 2009 року). Епітафія розташована біля торцевої східної стіни собору.
Крім монументальної епітафії Альбрехта, збереглося кілька скромніших епітафій XVI—XVII століть. Нині вони укріплені на стінах собору як із зовнішнього, так і з внутрішнього боку.
У 2008 році відновлено епітафію Радзивіллів.
Також цікава внутрішня вежа, що містить гвинтові сходи, що ведуть на верхні яруси вежі собору. Вежа складається з переплетених стрілчастих арок, які вперше з'явилися в нормандській архітектурі Сицилії в XI—XIII століттях.

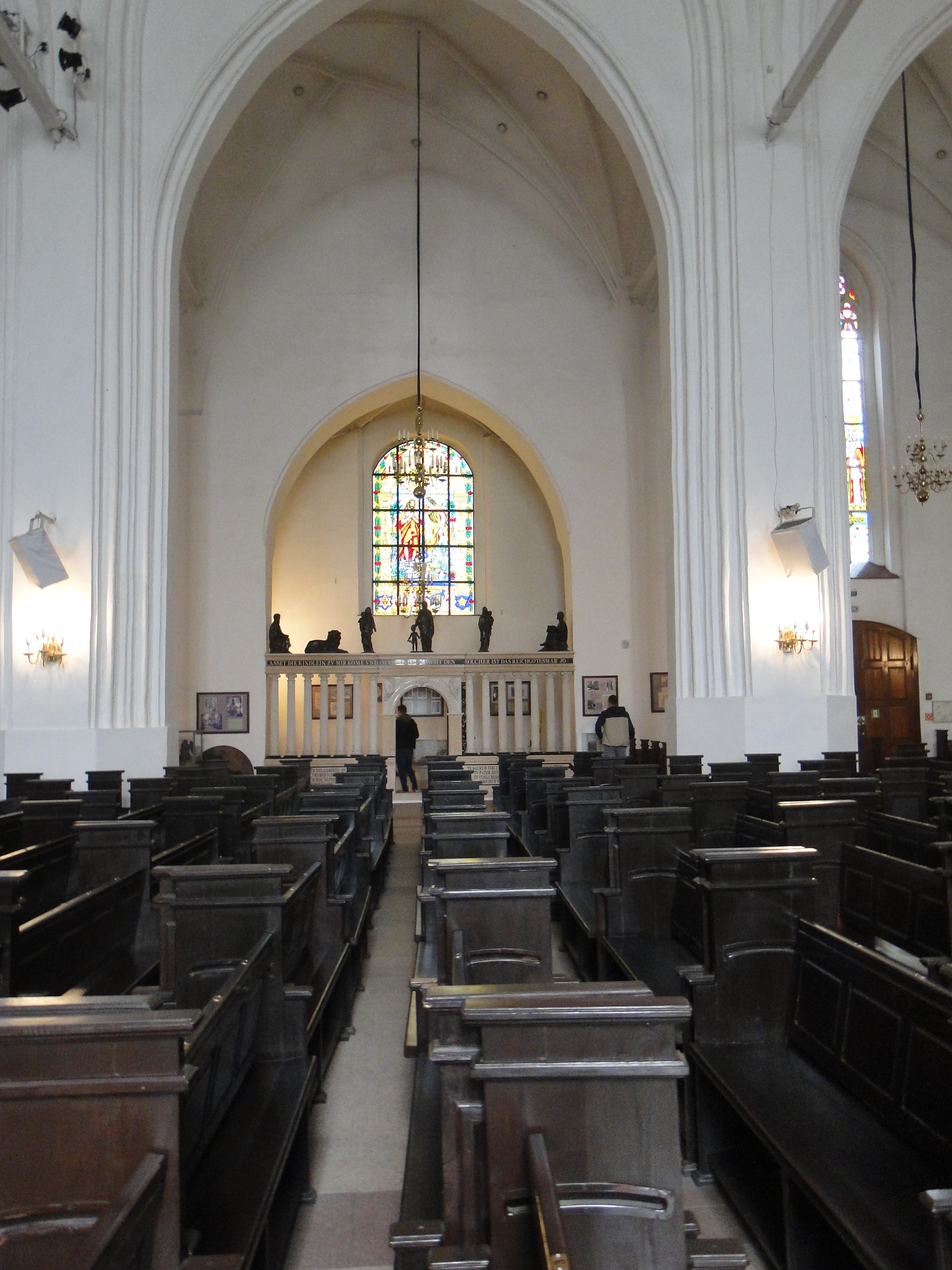
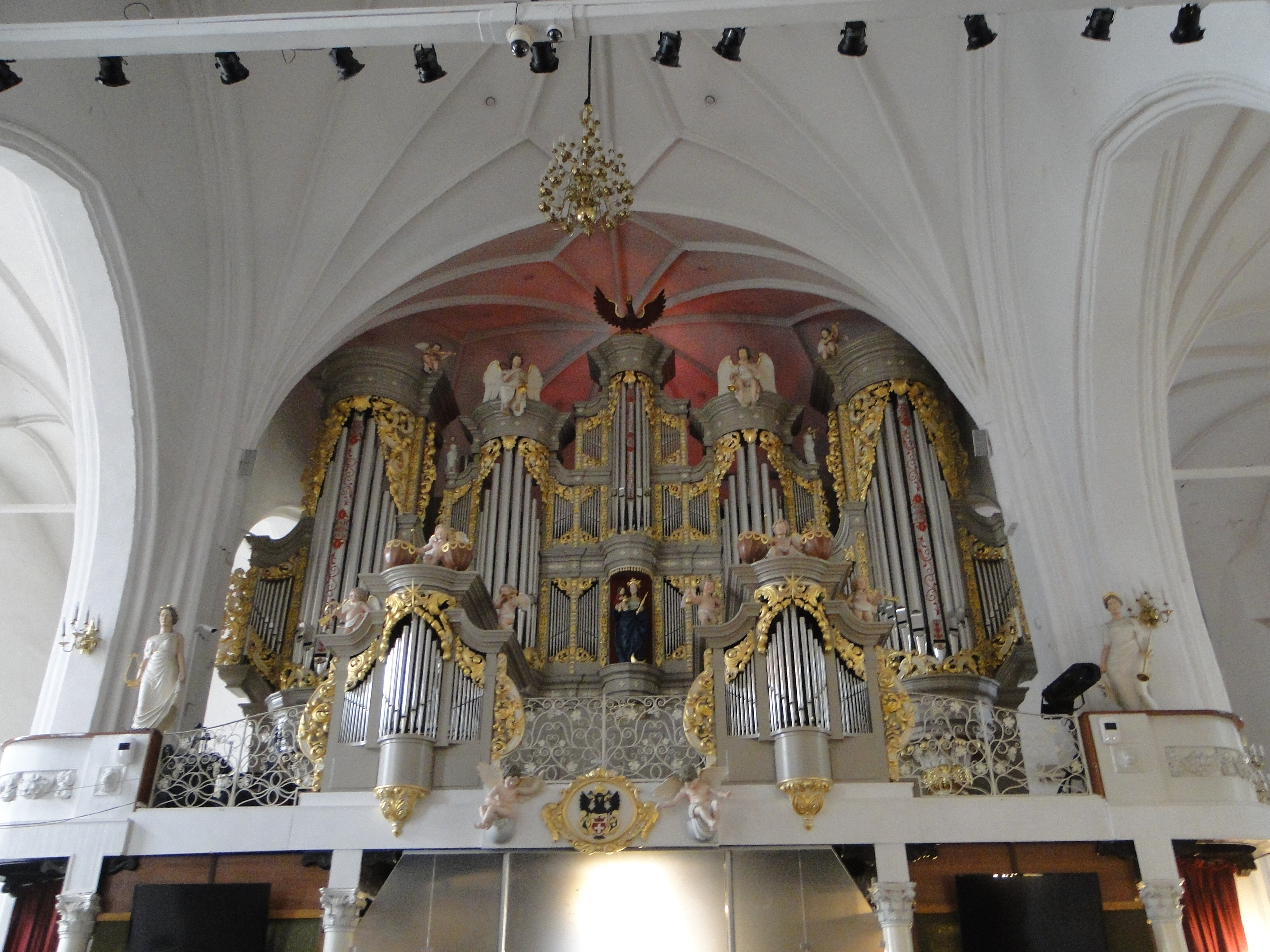
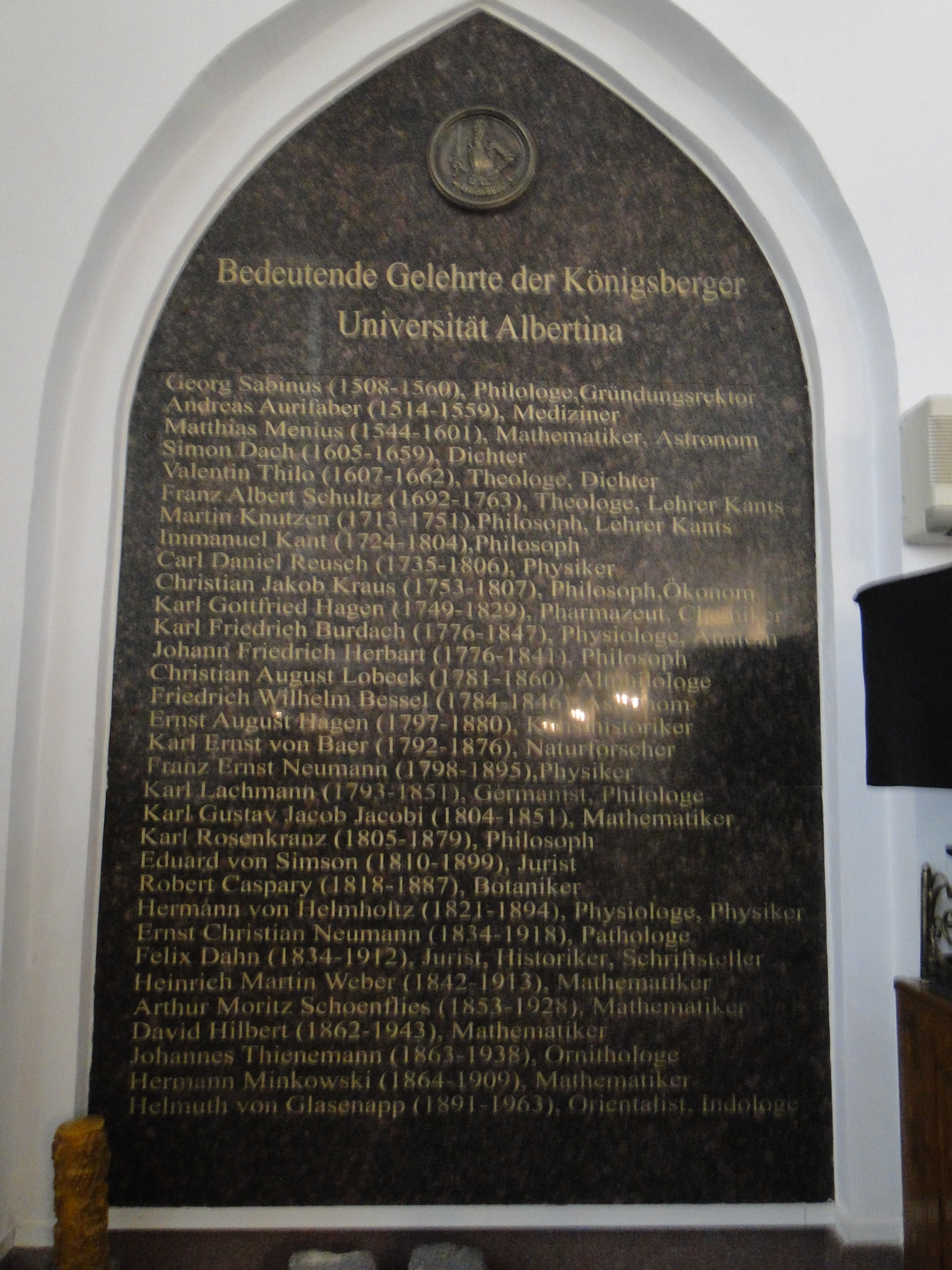
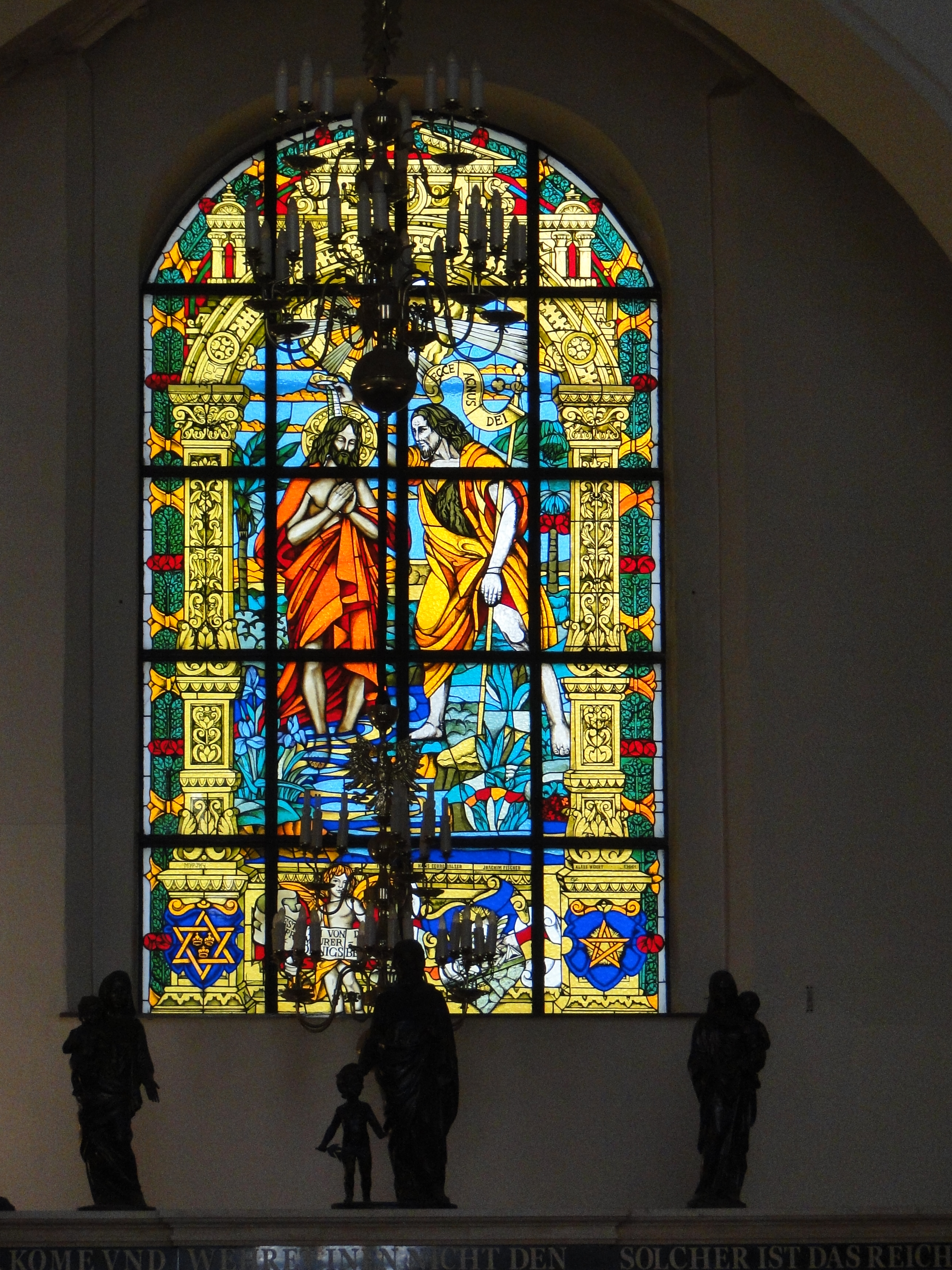